# Атрилат
Атрилат (на старогръцки: Αθρυίλατος) е древногръцки лекар от Тасос, Македония (римска провинция).
Живял е в края на 1-ви или началото на 2-ри век, тъй като е представен от Плутарх в неговите Симпозиуми (Συμποσιακά) или „Трапезни беседи“ като един от участниците.
Плутарх пише за две становища на Атрилат. Той смята жените за по-топли от мъжете, казвайки:
| „ | Жените издържат на студ по-добре от мъжете, те не са толкова чувствителни към суровото време и са доволни от няколко дрехи. | “ |

Също така Атрилат коментира охлаждащите и сънотворни свойствата на виното.